# Endochironomus scripicola
Endochironomus scripicola är en tvåvingeart som först beskrevs av Jean-Jacques Kieffer 1913.  Endochironomus scripicola ingår i släktet Endochironomus och familjen fjädermyggor.
Artens utbredningsområde är Tyskland. Inga underarter finns listade i Catalogue of Life.